# Wawrzyniec Cyl
Wawrzyniec Cyl (ur. 2 lipca 1900 w Łodzi, zm. 7 lutego 1974 tamże) – polski piłkarz, reprezentant Polski, olimpijczyk.

## Brzmienie nazwiska
W niektórych opracowaniach pojawia się stwierdzenie jakoby zawodnik formy Cyll przez dwa „l” nie miał w żadnym oficjalnym dokumencie przez całe swoje życie!. Tymczasem jest to nieprawdziwe stwierdzenie, gdyż przeczą temu źródła i dokumenty. Warto zwrócić uwagę na zapis w Monitorze Polskim, w którym zapisano, iż na wniosek prezesa Rady Ministrów, płk. dyplom. Walerego Sławka, zarządzeniem nr 64 z 19 marca 1931 roku nadano odznaczenia państwowe osobom, które zasłużyły się na polu rozwoju wychowania fizycznego i sportu oraz na polu rozwoju sportu. Wśród odznaczonych Brązowym Krzyżem Zasługi znalazł się Wawrzyniec Cyll (przez dwa el) - urzędnik Kasy Chorych w Łodzi. Rok wcześniej w decyzji Polskiego Związku Piłki Nożnej, zatwierdzającej przyznanie odznak honorowych dla piłkarzy polskich za udział w grach międzypaństwowych i międzymiastowych, wymieniono Cylla. W zbiorach Muzeum Sportu w Łodzi znajduje się pamiątkowa odznaka za zdobycie tytułu mistrza klasy A w roku 1921, wręczana wszystkim piłkarzom ŁKS Łódź. Na jednej z nich wyryto nazwisko w wersji Cyll. W oficjalnym komunikacie Zarządu PZPN z 21 maja 1925 roku figuruje piłkarz Cyll (ŁKS Łódź). Na kartach jubileuszowych roczników PZPN, wydanych w latach 1925 i 1930, także używano wersji Cyll. W monografii z okazji 50-lecia Łódzkiego OZPN, wydanej w roku 1969 (czyli za życia piłkarza), przedstawiono biogram Wawrzyńca Cylla. W łódzkim muzeum
sportu zachowały się także dyplomy i legitymacje. W klubowej legitymacji ŁKS Łódź widnieje nazwisko Cyll. Ponadto zachował się  
autograf piłkarza, który podpisywał się jako „W. Cyll”. W Łodzi jednej z ulic nadano imię Wawrzyńca Cylla. Na nagrobku piłkarza, spoczywającego w jednym grobie ze swoją żoną na starym łódzkim cmentarzu przy ul. Ogrodowej, widnieją napisy Wawrzyniec Cyll i Anna Cyll. Ich córka Krystyna Sindlewska twierdziła, że nikt nie sprostował błędnej wersji w akcie urodzenia, napisanego cyrylicą, jednak zarówno zawodnik, jak i cała jego rodzina zawsze posługiwała się wersją nazwiska w brzmieniu Cyll.

## Życiorys
Urodził się 2 lipca 1900 w Łodzi jako syn Wincentego Michaliny z Wąsików. Ukończył Gimnazjum im. ks. Skorupki. W okresie nauki szkolnej zaczął uprawiać piłkę nożną. W 1918 został członkiem ŁKS. Przez całą karierę piłkarską (od 1918 do 1930) był związany w ŁKS Łódź. Rozegrał ponad 300 spotkań, z których 86 rozegrał w ramach szczebla centralnego. Początkowo grał jako napastnik, potem jako obrońca. W latach 1923–1925 cztery razy wystąpił w reprezentacji Polski. Wystąpił w reprezentacji na igrzyskach olimpijskich w Paryżu w przegranym 0:5 meczu z Węgrami. W 1930 zakończył karierę piłkarską.
Po zakończeniu kariery piłkarza, w latach 1933–1936, był członkiem zarządu Łódzkiego Okręgowego Związku Piłki Nożnej. Według „Księgi adresowej m. Łodzi, 1937–1939” (stan na II poł. r. 1936) mieszkał w tym czasie przy ulicy Pabianickiej 18.
Podczas II wojny światowej mieszkał w Łodzi.
W kwietniu 1945 był inicjatorem reaktywacji ŁKS. W 1948 był wiceprezesem zarządu, a w kolejnych latach członkiem komisji rewizyjnej.
Zmarł 7 lutego 1974. Spoczywa na Cmentarzu „Starym” w Łodzi, przy ul. Ogrodowej.

## Upamiętnienie
Od 5 listopada 1997 w Łodzi, w dzielnicy Polesie (rejon „Smulsko”), funkcjonuje ulica jego imienia (w formie nazwiska: „Cyll”), której przedłużeniem w kierunku wschodnim jest ul. Piłkarska.

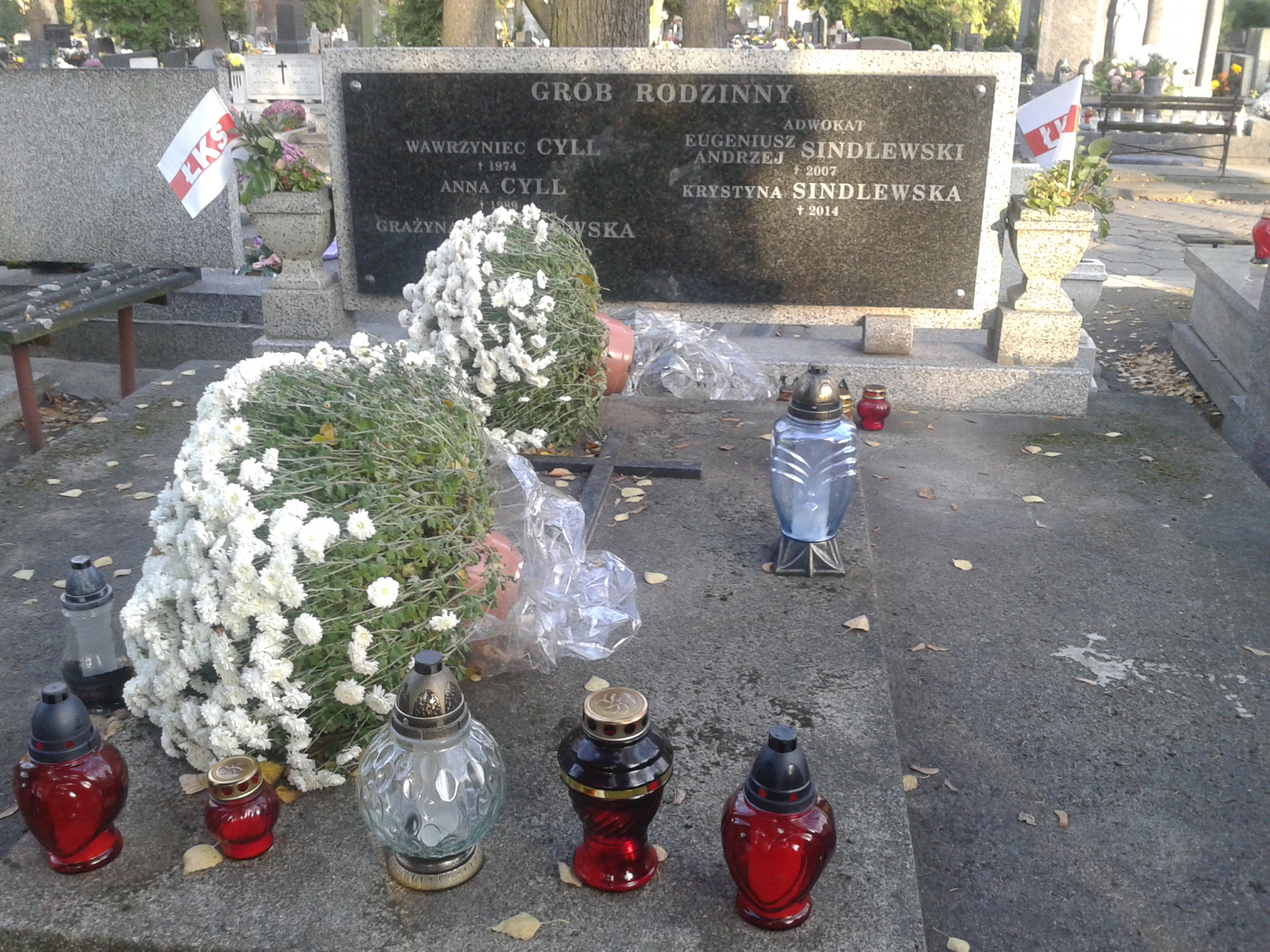
Grób Wawrzyńca Cylla (vel Cyla) na cmentarzu „Starym” w Łodzi, przy ul. Ogrodowej